# ニューヨーク水晶宮

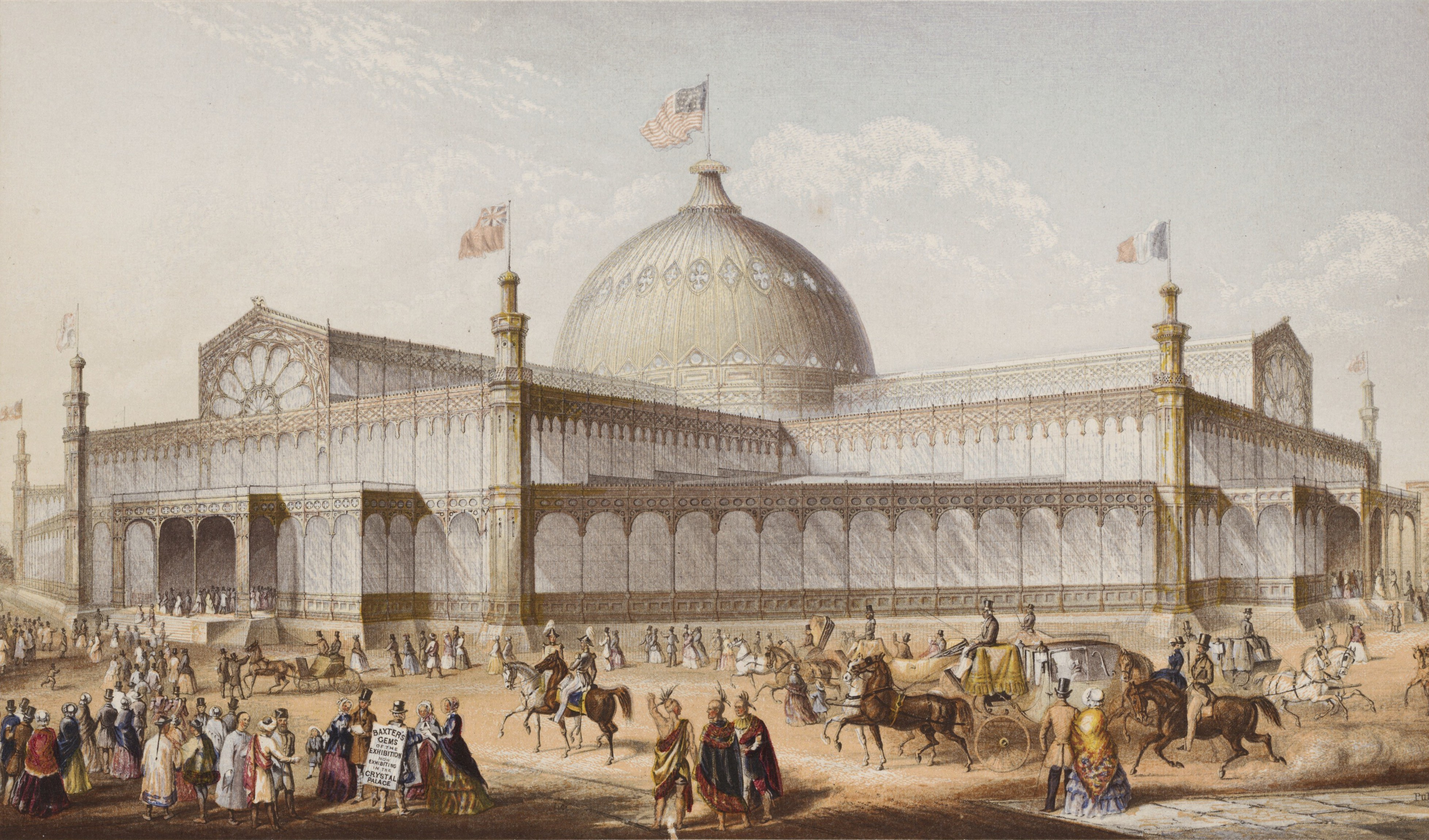
焼失前のニューヨーク水晶宮

ニューヨーク水晶宮（ニューヨークすいしょうきゅう、英: New York Crystal Palace）は、かつてニューヨークに存在した建造物である。

## 概要
1853年にアメリカ合衆国ニューヨーク市で開催された国際博覧会であるニューヨーク万国博覧会の会場として、1851年に開催されたロンドン万国博覧会のロンドン水晶宮を模倣して建設された。この宮殿は1858年10月5日に火災で焼失した。